# Manoir Benizélos
Le manoir Benizélos (en grec moderne : Αρχοντικό των Μπενιζέλων), aussi appelé maison de sainte Philothée d'Athènes (Σπίτι της Αγίας Φιλοθέης της Αθηναίας), est une demeure aristocratique de l'époque ottomane située dans le quartier de Pláka à Athènes. C'est la plus ancienne maison subsistante dans la capitale grecque.
Résidence de la famille Benizélos (el) depuis le XVIe siècle, le lieu est associé par la tradition orale à sainte Philothée (1522–1589), née Revoúla Benizélos, patronne de la ville d'Athènes. Amplement rénové et agrandi au XVIIIe siècle, le manoir subit par la suite des ajouts modernes et tombe peu à peu à l'abandon. En 1972, la propriété est expropriée par le ministère de la Culture, concédée à l'archevêché d'Athènes, en 1999, puis restaurée et ouverte au public, depuis 2017.

## Histoire

### La demeure de la famille Benizélos

#### À l'époque de sainte Philothée (XVIesiècle)
Remontant probablement à la première moitié du XVIe siècle, la résidence primitive comportait deux structures à deux niveaux de faible hauteur. Elle aurait appartenu à Angélos Benizélos et son épouse Sirigi Paléologue, tous deux issus d'une illustre famille archontale byzantine. Leur fille, Revoúla Benizélos, est dès lors associée au lieu par la tradition orale, sans qu'il soit possible d'affirmer avec certitude que celle qui fut sanctifiée au tournant du XVIIe siècle par le Patriarche Matthieu II de Constantinople y ait longuement vécu. Toutefois, il apparaît hautement probable que Philothée y passa sa jeunesse ainsi que les années qui suivirent la mort de son mari.
Les sources indiquent en revanche que sainte Philothée fonda le monastère de femmes de saint André à une centaine de mètres à l'est de la propriété familiale, à l'emplacement de l'actuel archevêché d'Athènes,.

#### Des agrandissements au cours duXVIIIesiècleau délabrement
Le manoir, tel que visible aujourd'hui, est le fruit d'importantes extensions imprécisément datées entre la fin du XVIIe siècle et le début du XVIIIe siècle. À cette époque, la façade méridionale et les trois murs internes sont conservés jusqu'au premier étage actuel, tandis que les matériaux sont réemployés afin de reconstruire le mur nord et le niveau supérieur. Des arcades sont également érigées au rez-de-chaussée de la façade principale.
Après la guerre d'indépendance grecque, la propriété servit de taverne et de multiples ajouts participèrent à la dénaturation de l'édifice au cours des XIXe et XXe siècles. Des fenêtres ont par exemple été créées dans la loggia, obstruant dès lors un espace auparavant ouvert sur l'extérieur, et une couverture en tôle remplaça la toiture en tuiles. La bâtisse est également divisée en deux logements au début du XXe siècle. Anastásios Orlándos et Ioánnis Travlós (en), qui étudièrent la demeure entre 1940 et 1960, échouèrent ainsi à reconstituer avec clarté son architecture originelle.
Ioánnis Gennádios (el) (1844–1932), diplomate grec membre de la famille Benizélos et fondateur de la bibliothèque Gennádios, consacra un ouvrage à l'histoire familiale et participa à la mise en lumière de la vie athénienne à l'époque ottomane.

### La restauration et la transformation en musée
Le manoir Benizélos resta habité jusqu'aux années 1960, avant de tomber à l'abandon. Il est exproprié en 1972 par le ministère de la Culture et quelques opérations de sauvetage sont conduites vers 1985. En 1999, le manoir est concédé à l'archevêché d'Athènes dans le but de le restaurer entièrement et de le transformer en musée.
Lorsque les premiers diagnostics archéologiques sont réalisés, l'édifice est dans un état de délabrement important. Au cours des fouilles préventives à l'été 2008, une partie de l'enceinte romaine construite à la suite du pillage des Hérules (267-268 apr. J.-C.), a été mise au jour dans la cour de la propriété,, ainsi qu'au niveau des fondations du manoir,. Ces vestiges sont aujourd'hui observables par les visiteurs.
La restauration, financée en partie par des fonds structurels européens, eut pour objectif de redonner à l'édifice son aspect du XVIIIe siècle, en supprimant les ajouts modernes et en préservant autant que possible les éléments de bois de la charpente et de l'étage. Des renforcements en acier inoxydable ont été intégrés lors de la réfection des murs intérieurs et les poutres en bois horizontales, qui avait été supprimées lors des restructurations modernes, ont été réintroduites dans la maçonnerie du mur sud afin de renforcer la résistance du bâtiment au risque sismique.
Le musée, qui retrace l'histoire du lieu et la vie de ses occupants à différentes époques, a ouvert ses portes au public en février 2017.

## Architecture
Le manoir Benizélos, séparé de la rue Adrianoú par un haut mur, présente les caractéristiques architecturales du konak, résidence des riches particuliers durant la période ottomane. Ce type d'habitation est de nos jours rare dans la moitié sud de la Grèce continentale et unique à Athènes, ce qui fait du manoir Benizélos la plus ancienne maison subsistante dans la ville.
Construite sur deux étages, la demeure de 23,7 m de long sur 9,3 m de large dispose d'un rez-de-chaussée en pierre abritant les fonctions économiques : un lavoir, des espaces de stockage de l'huile d'olive, du vin et d'autres denrées composent les trois pièces du niveau inférieur. Un puits orne la cour principale tandis que des traces d'un pressoir à olives du XVIe siècle et d'une citerne ont été retrouvées dans le jardin qui s'ouvre au sud de la propriété, accessible depuis la cour nord par un passage voûté,. Le sachnisi (en) central, dont il ne subsistait que d'infimes traces avant les travaux de restauration, a été reconstruit à partir d'archives photographiques du XIXe siècle. Les façades orientales et occidentales étaient autrefois dégagées, ce qui laisse à penser que la demeure était beaucoup plus vaste qu'aujourd'hui.
À l'étage, la pierre calcaire laisse place au bois dans les espaces d'habitation et de réception. Les murs intérieurs sont constitués de pans de bois (25 %), de briques (70 %) et de mortier (5 %), avant d'être recouvert d'un enduit ou de boiserie. Une loggia traversante (hayiati) relie deux salons, l'un au centre de l'édifice au niveau du sachnisi et l'autre dans l'angle nord-est,. Cet espace de transition à l'air libre permet également de desservir deux espaces de vie clos (ontas) de part et d'autre du salon central, l'un d'eux étant équipé d'une cheminée pour les mois d'hiver,.

## Galerie

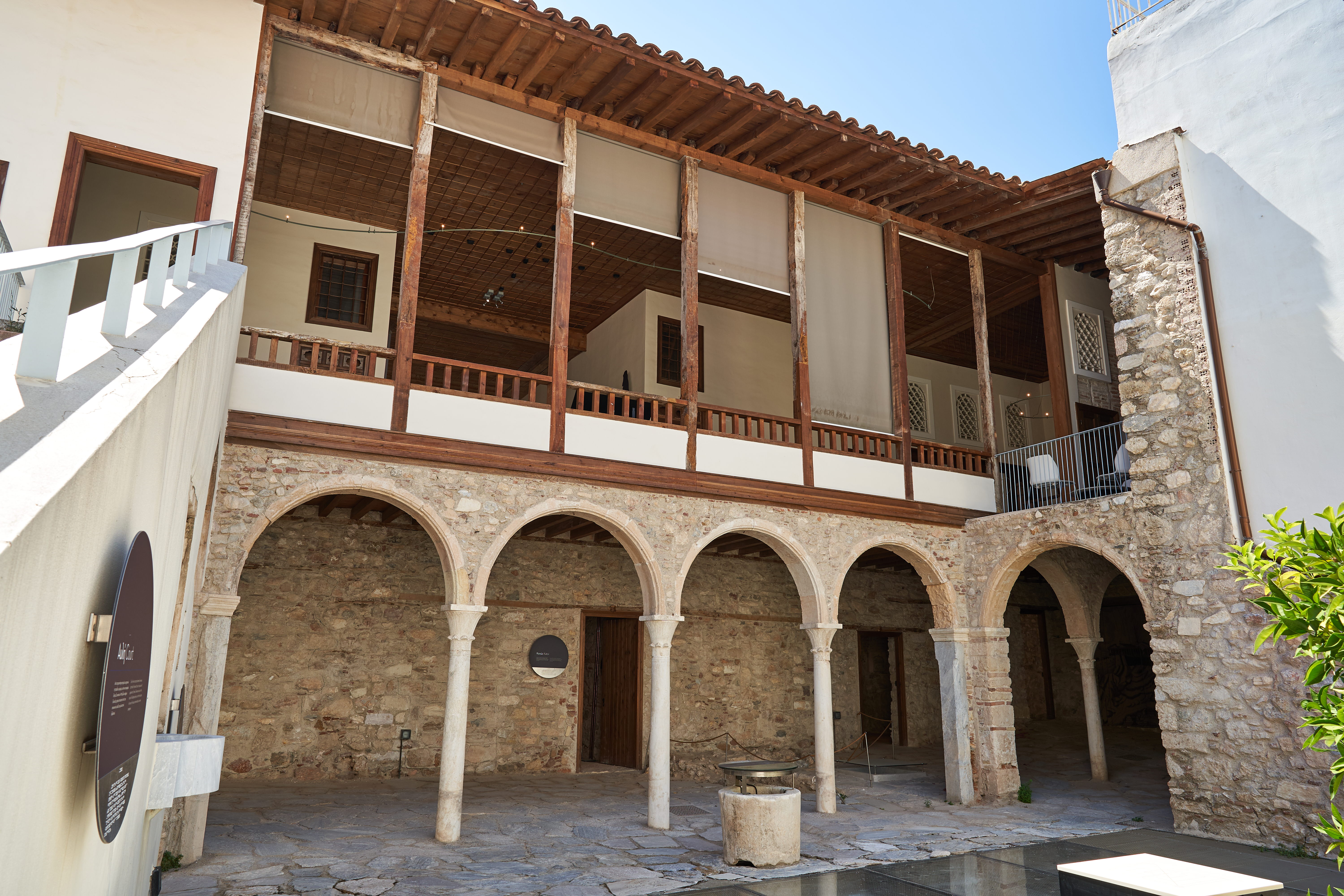
Façade nord du manoir
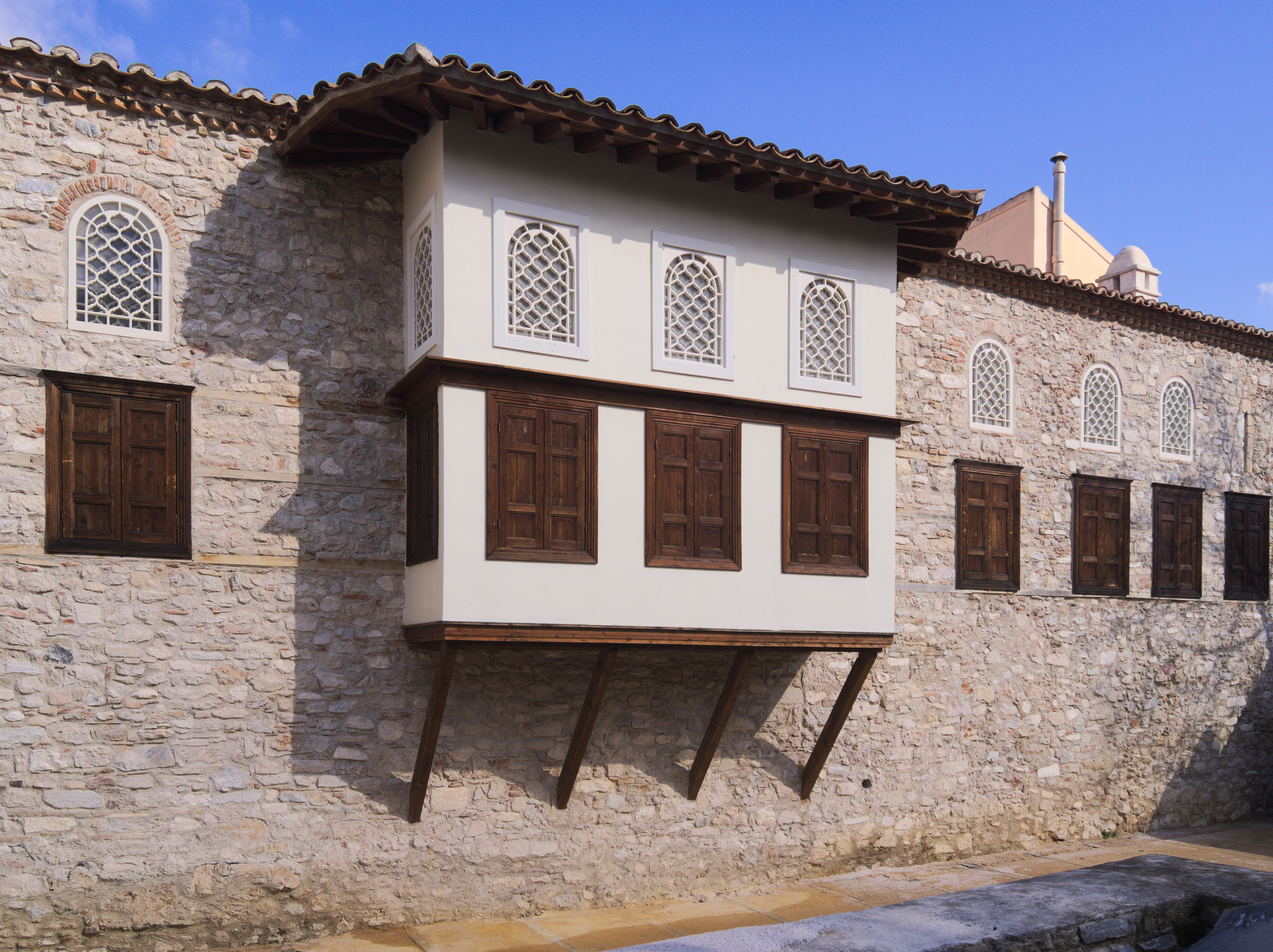
Arrière du manoir avec le sachnisi
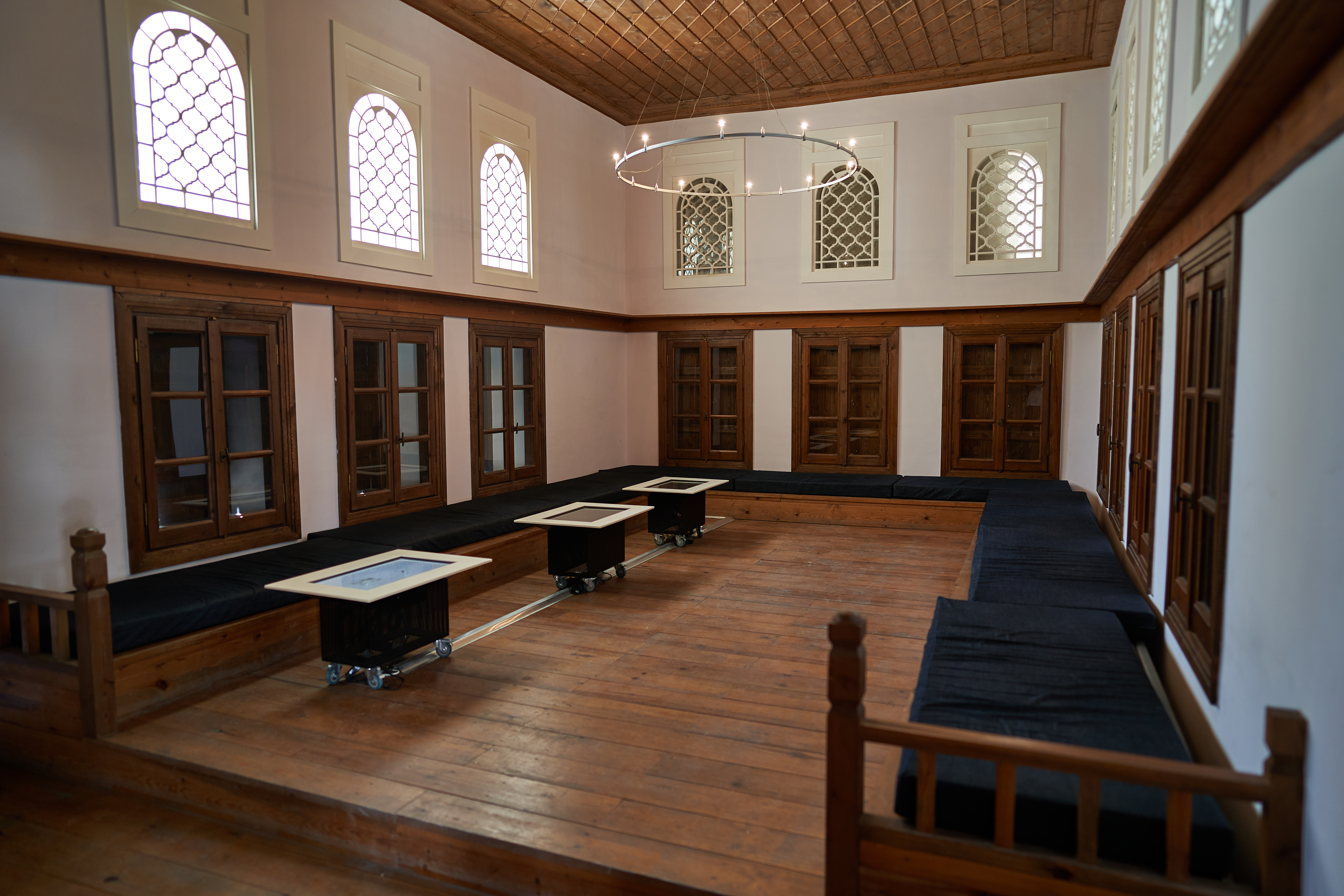
Onta du premier étage
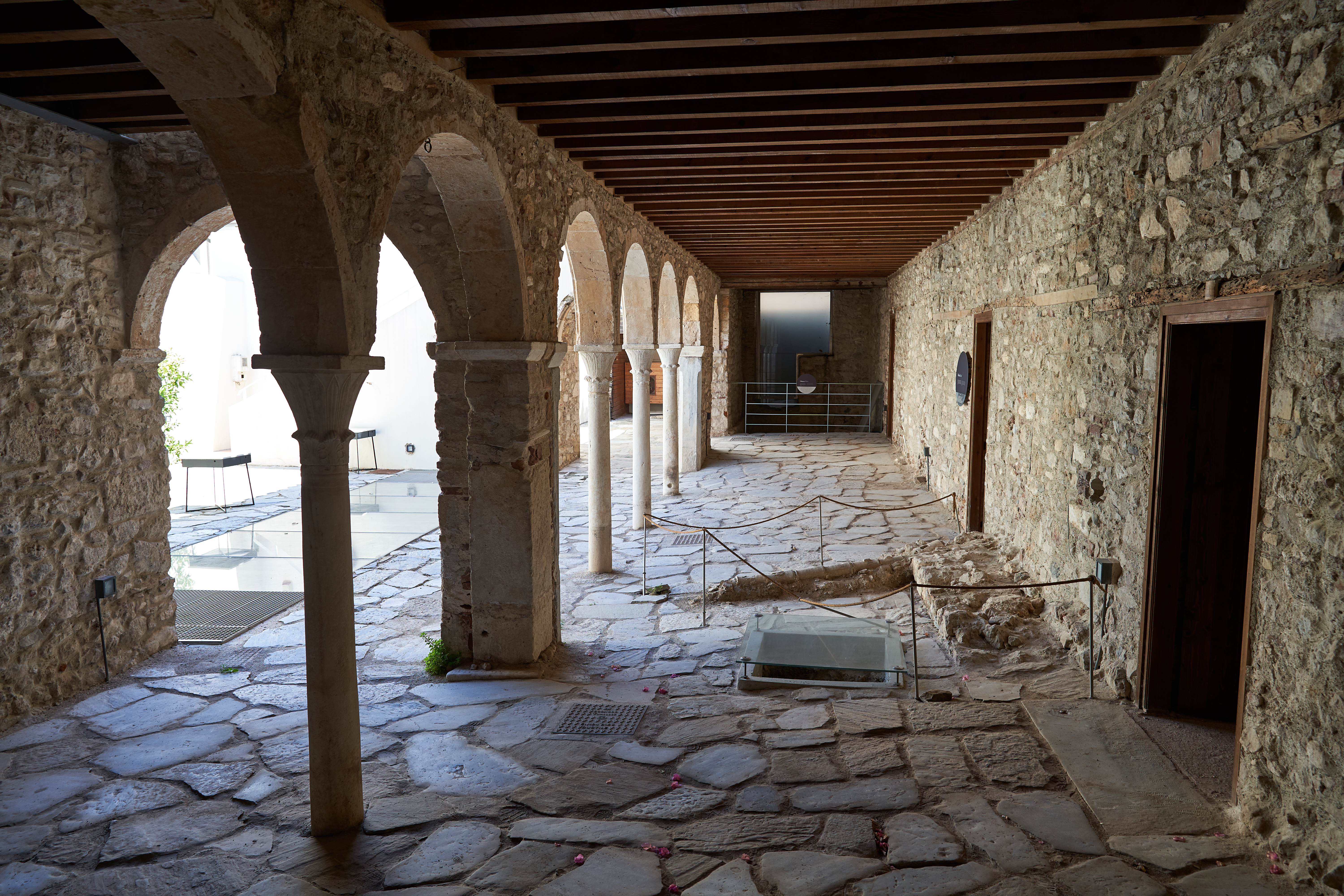
Vue du rez-de-chaussée